# Ceromitia trigoniferella
Ceromitia trigoniferella is een vlinder uit de familie van de langsprietmotten (Adelidae). De wetenschappelijke naam van de soort is voor het eerst geldig gepubliceerd door Walsingham in 1881.
De soort komt voor in tropisch Afrika.